# Bakırköy
Bakırköy è un distretto e un comune soggetto al comune metropolitano di Istanbul. È situato nella parte europea della città, affacciato sul mar di Marmara.

## Storia
Durante il periodo bizantino era una località posta fuori dalle mura di Bisanzio ed era detta Ἕβδομον, Hebdomon, cioè settimo, con riferimento alle sette miglia che la separavano da Bisanzio. Durante il periodo romano vennero costruiti due importanti palazzi, entrambi posizionati in riva al mare: uno dall'imperatore Valente e un altro da Giustiniano.
Durante il periodo ottomano la località prese il nome greco di Makrohori (letteralmente villaggio grande), adattato in turco in Makriköy. Il toponimo storico è stato sostituito nel 1925 con Bakırköy ("Villaggio di Rame"), nel corso dell'opera di eliminazione dei toponimi di origine non turca promosso dal regime repubblicano.

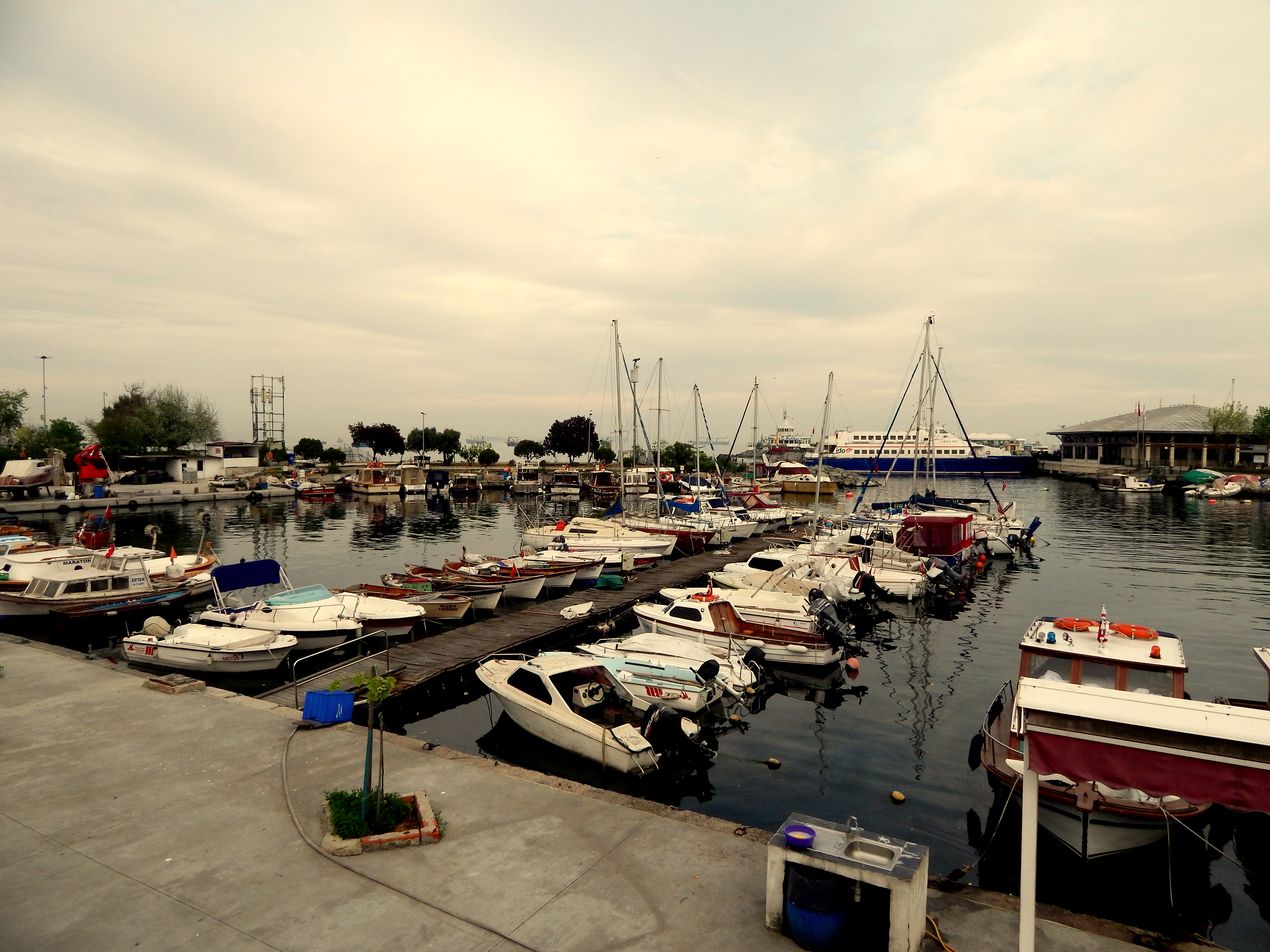
Bakırköy Marina

## Quartieri
Bakırköy si divide in 15 quartieri (in turco mahaller): Ataköy, Basınköy, Cevizlik, Kartaltepe, Osmaniye, Sakızağacı, Şenlikköy, Yenimahalle, Yeşilköy, Yeşilyurt, Zeytinlik e Zuhuratbaba.
Sotto il profilo storico è importante Yeşilköy, fino al 1926 Ayastefanos, dal greco Άγιος Στέφανος, località nella quale venne firmata la pace di Santo Stefano.

## Infrastrutture e trasporti
A Yeşilköy si trova l'aeroporto di Istanbul-Atatürk, un tempo principale aeroporto della Turchia. Bakırköy ha una stazione lungo la linea di metropolitana Marmaray fra Gebze e Halkalı.

## Sport
- Bakırköy Open, competizione tennistica.